# چهارطاقی نیاسر

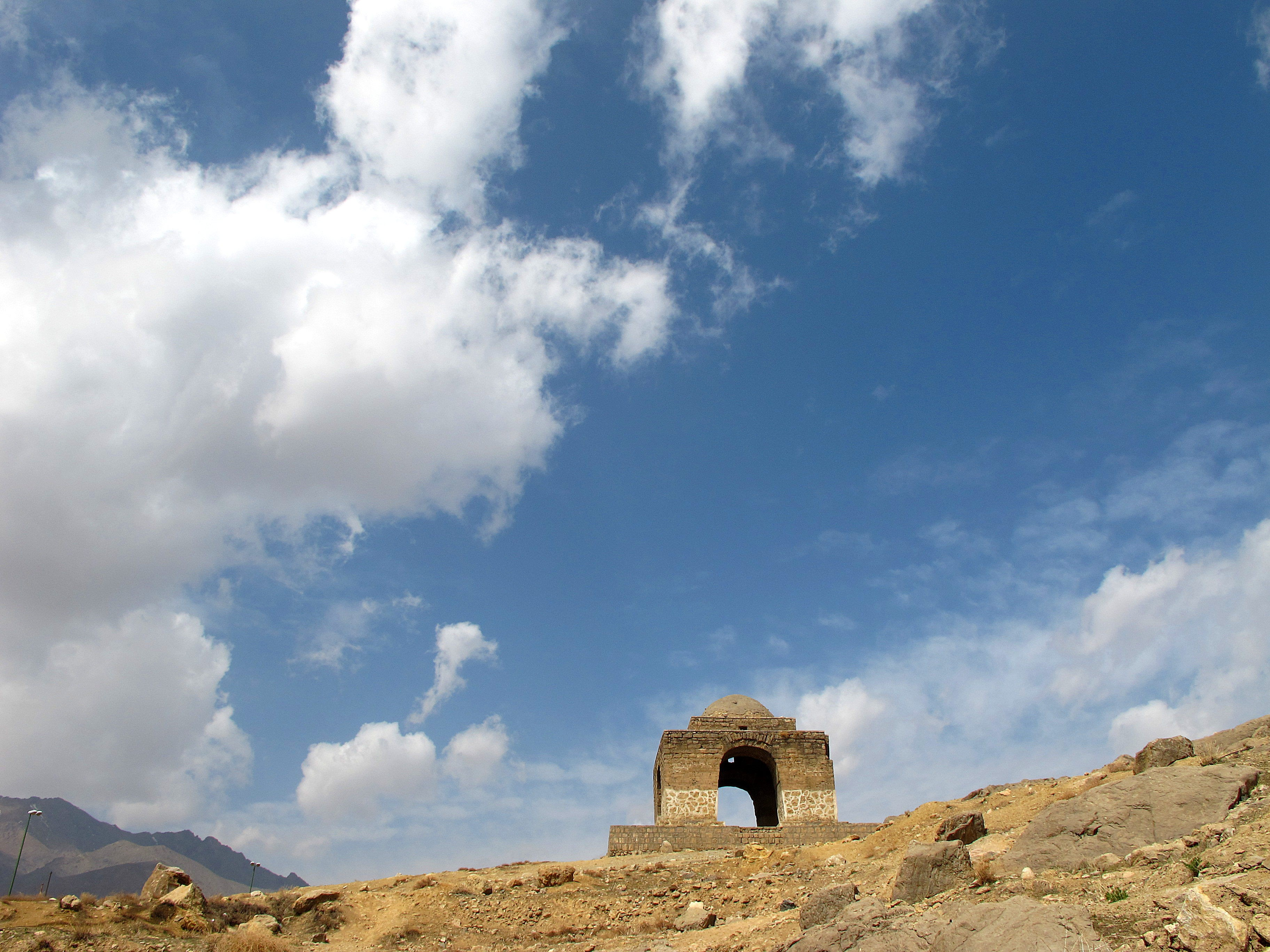
چهارتاقی نیاسر

چهارتاقی نیاسر یا چهارطاقی نیاسر یکی از آثار تاریخی شهر نیاسر در بیست کیلومتری غرب کاشان است. این سازه که با نام آتشکده ساسانی نیاسر نیز خوانده می‌شود در نزدیکی چشمه اسکندریه قرار دارد و قرار گرفتن آن در یک منطقه توریستی، آن را در رده یکی از معروف‌ترین چهار تاقی‌ها قرار داده‌است.
پژوهشگران این بنا را از سازه‌ای از اواخر دوران اشکانی یا اوایل دوران ساسانی می‌دانند. برای این بنا کاربری‌های گوناگونی همچون نشان راهیابی، بنای یادبود، آتشگاه و قبر بزرگان مطرح شده بود.
این اثر دوره ساسانی با نام آتشکده نیاسر در تاریخ ۲۱ آبان ۱۳۱۷ با شماره ثبت ۳۱۶ به‌عنوان یکی از آثار ملی ایران به ثبت رسیده‌است.

## کاربرد چهارتاقی
رضا مرادی غیاث‌آبادی، اختر باستان‌شناس، در سال ۱۳۸۰ و در کتاب «نظام گاهشماری در چارتاقی‌های ایران» فرضیه کاربری آن را به‌عنوان یک تقویم آفتابی یا شاخص اندازه‌گیری زمان مطرح کرد. غیاث آبادی معتقد است «این بنا کارکردی تقویمی دارد و به گونه‌ای ساخته شده که طلوع و غروب خورشید در آغاز و میانه هر یک از فصل‌های سال از یکی از روزنه‌های آن دیده می‌شود. بنای چارتاقی نیاسر به مانند دیگر چارتاقی‌های منفرد ایران بدون وجود بناهای دیگر در اطراف آن ساخته شده و دقت محاسبات تقویمی آن بیش از بناهای دیگر تقویمی در جهان است که گاه تا سه درجه خطا دارند.» آنگونه که در نقشه‌های آن دیده می‌شود؛ ساختار تقویمی این بنا به گونه‌ای است که در آغاز و میانه هر یک از فصل‌های سال، پرتوهای خورشید بامدادی به شکلی خاص از میان پایه‌های بنا دیده می‌شده و هنوز نیز دیده می‌شود.
دانشگاه کاشان و پایگاه میراث فرهنگی نیاسر نیز هر ساله به دعوت او در مراسم دیدار طلوع خورشید شرکت می‌کنند. در صورت پذیرش این نظریه، پیدا شدن کاربری تقویمی احتمالی برای این بنا در تضاد با کاربری‌های دیگر مثل بنای یادمانی و آتشکده نیست. چون در معماری ایرانی بسیاری از بناها کاربری چندمنظوره دارند و در ضمن به‌کارگیری واژه چارتاقی تنها ناظر بر ویژگی‌های معماری بنا و نه کاربری آن است. به پیشنهاد و پیگیری او هرساله مراسم دیدار و بررسی میدانی از طلوع خورشید در چارتاقی نیاسر در نخستین روز هر فصل سال در کنار این بنا برگزار می‌شود. به هر حال هنوز ابهاماتی در این مورد وجود دارد و برخی نسبت به این کاربری تردید دارند.

## آتشکده نیاسر، بنایساسانی
ایران سرزمینی است که کاملاً محروم از منابع جنگلی نیست. در ساختن بناهای خود از دو نظام معماری سود جسته اول اینکه استخوان بندی اش از دار بست چوبی مانند کاخهای پارسه و معماری متداول در مناطق جنگلی ودوم اینکه بر اساس استفاده از طاق پایه‌گذاری شده‌است که تق ریبا همهٔ بناهای با عظمت اسلامی و ساختمان‌های موجود در غالب شهر و قراء فلات ایران.
اما اشاره‌ای دربارهٔ گنبدهای ساسانی :طاق‌های این دوره به شکل گهواره‌ای، گنبدی و طاق‌های مخروطی شکل که گذر از طرح چهار گوش زیر بنا و رسیدن به طرح مدور گنبد را آسان کرده‌است.
شوازی «ایرانیان از اعصار گذشته تااین زمان جز با طاق‌های گهواره‌ای و گنبدهایی که بر خرطومی‌ها استوار می‌شد آشنایی نداشتند که بنظر می‌رسد گنبد و طاق عرقچینی برای سقف شبستانهای مربع مناسب باشد طاق طبیعی این گونه بناها به طاق طبیعی سبک صومعه معروف شده که در آن چهار دیوار و یک محوطه با قوسی تدریجی ادامه میابد و محوطه را سقف دار می‌کند که در این روش احتیاج به داربست و تخته بندی است و چون حسن گنبد درآن است به این کار احتیاجی نیست و همین خصوصیت پرارزش ابتکاری آشکاری است که ایرانیان برای هماهنگ ساختن گنبد با مربع زیر سقف از خود نشان می‌دهد»
آتشکده نیاسر آموزنده‌ترین بنای ساسانی که علاوه بر اینکه روشنگر آن است که در اوایل ساسانیان برای ساختمان گنبد بکار می‌رفته در بناهای ایرانی این عصر در ساختن سر طاق‌های تکی یا طاق‌های سردر مضاعف بدون چوب بست تا چه اندازه مهارت داشته و همچنین از توانایشان در بر پاداشتن طاق‌هایی به سبک صومعه‌های اروپایی حکایت می‌کند.
این آتشکده بر سر راه کاشان به دلیجان که در واقع در نزدیکی یک چشمه که در گذشته در کنار آن نی می‌رویید بنابراین به کمک همین مصالح یعنی سنگ و گچ ونی وبا معماری بسیار خوب که احتمالاً معمار در کاشان زندگی می‌کرده آن را بر پا داشته‌است سازنده این آتشکده چون چوب در دسترس نداشته و زمانی که قسمت تحتانی را می‌ساخته می‌دانسته که بعدها باید خود و افرادی که او را یاری می‌کنند بتوانند اطراف گنبدی که در آینده باید ساخته شود و همچنین روی بنا راحت جابه‌جا شده و مصالح در دسترس باشد به همین دلیل نعی سرسرا به عرضی بیش از ۲ متر در اطراف گنبد ایجاد کرده و ضخامت دیوار را ایجاد می‌کرده که کاری بسیار هوشمندانه بوده‌است.
این بنا از خارج به شکل توده‌ای مکعب شکل که دارای چهار دهانه درگاهی عریض که بر بالای آن حد فاصل زیر بنا و گنبد است می‌نماید و به شکل مکعب است اما از داخل مثل گنبدهای سبک صومعه‌ها مستقیماً بر دیوارهای شبستان مربع نهاده شده و انحنایی تدریجی از طرح چهار گوش زیر بنا به شکل مدور گنبدی دست میابد.

## ساختار بنا
بنا با قاعده‌ای مربع شکل، اما در واقع ذوزنقه‌ای با اضلاع تقریبی ۱۲ متر است که برای ساخت آن تنها از سنگ‌های آهنی رسوبی و ملات گچ استفاده گردیده‌است. چارتاقی نیاسر از لحاظ بررسی شیوه‌های معماری در گذشته، شیوه‌های بدیع و مبتکرانه ساخت و ساز تاق‌ها بدون قالب پیش ساخته، روش جالب تبدیل پلان مربع بنا به دایره گنبد آن، تناسب‌های هندسی متوازن و منحصر به فرد در طراحی آن و رعایت تناسب طلایی در اجزای آن، جالب توجه و شگفت‌انگیز است.

## چهارتاقی
چارتاقی‌ها سازه‌هایی هستند که می‌توان آغاز فصل‌های چهارگانه سال را با قرار گرفتن خورشید در هنگام طلوع در روز نخست هر فصل در زاویه خاصی از میان ستون‌های این گونه بناها مشاهده نمود.

## نگارخانه

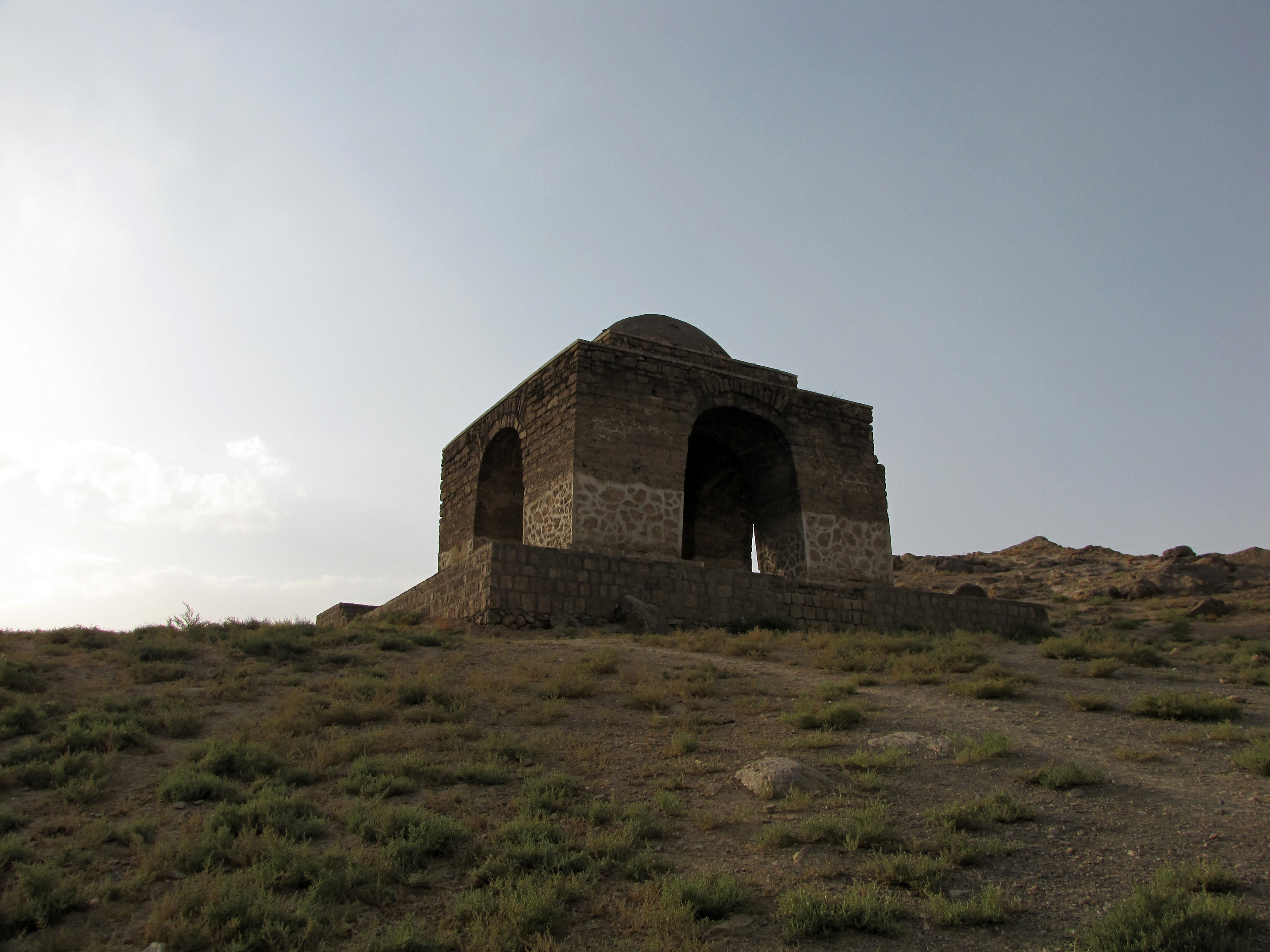
عکاس : مجتبی نادری
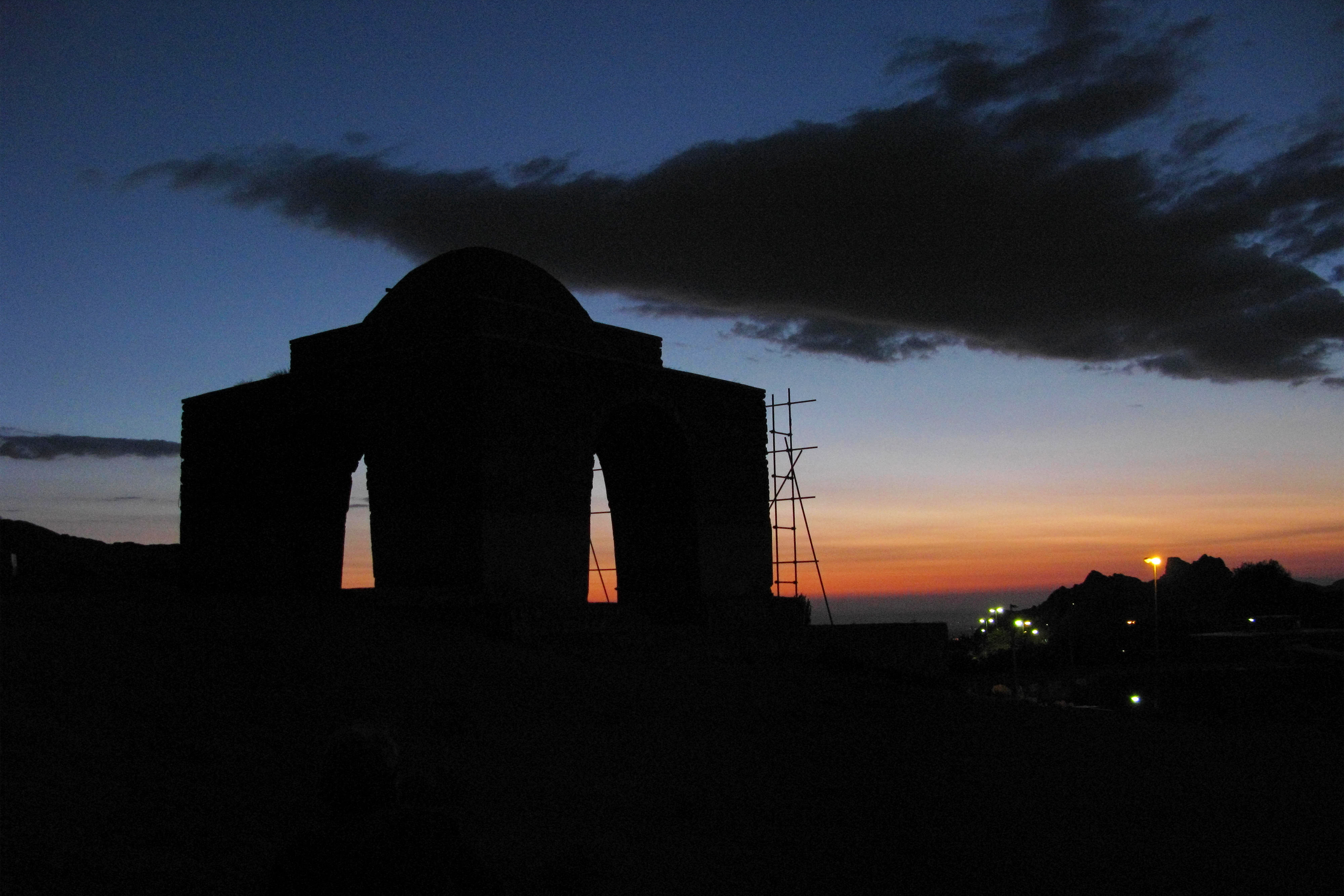
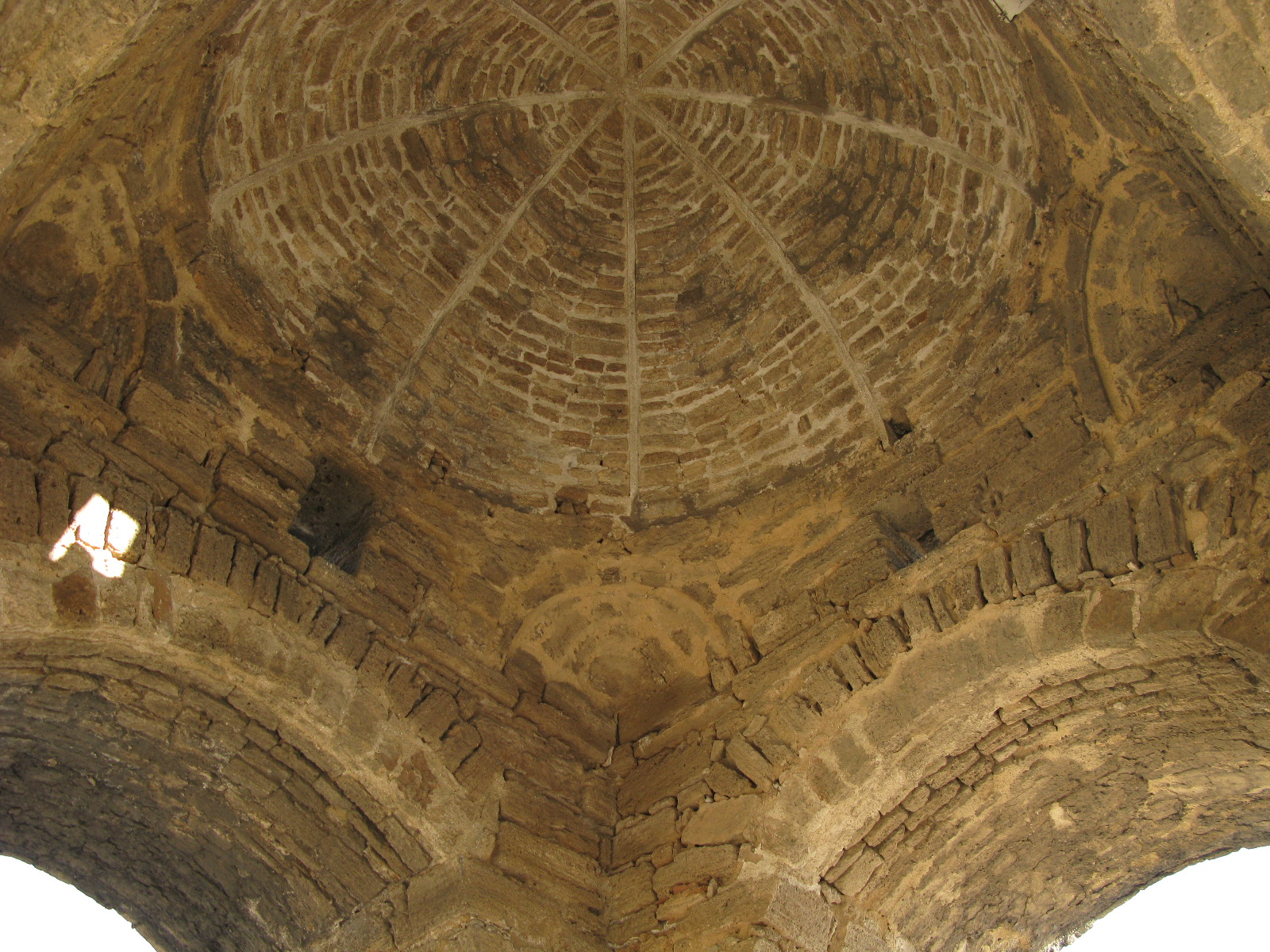
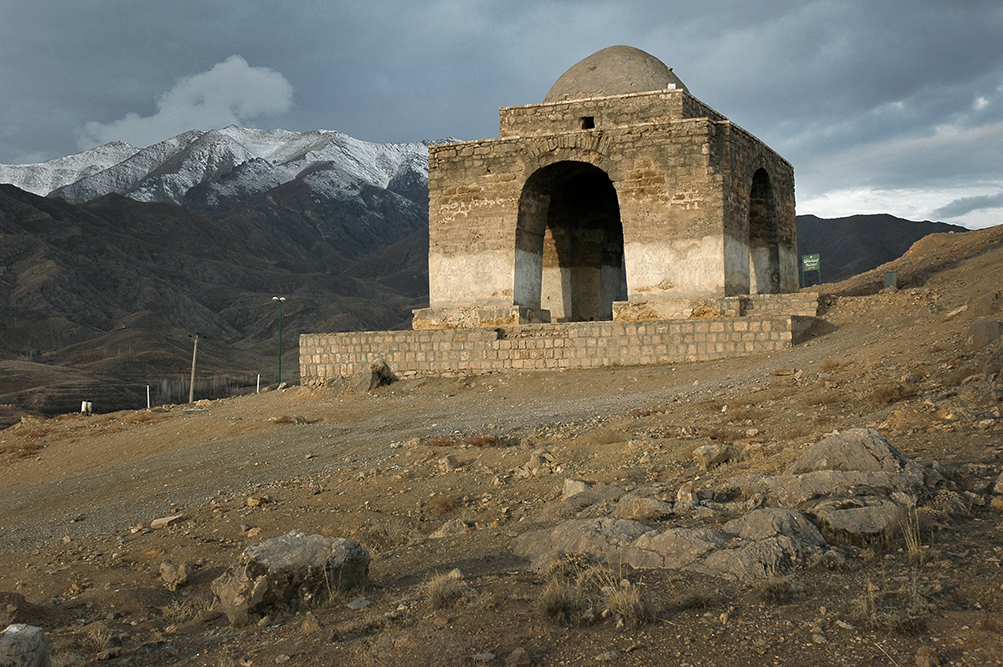
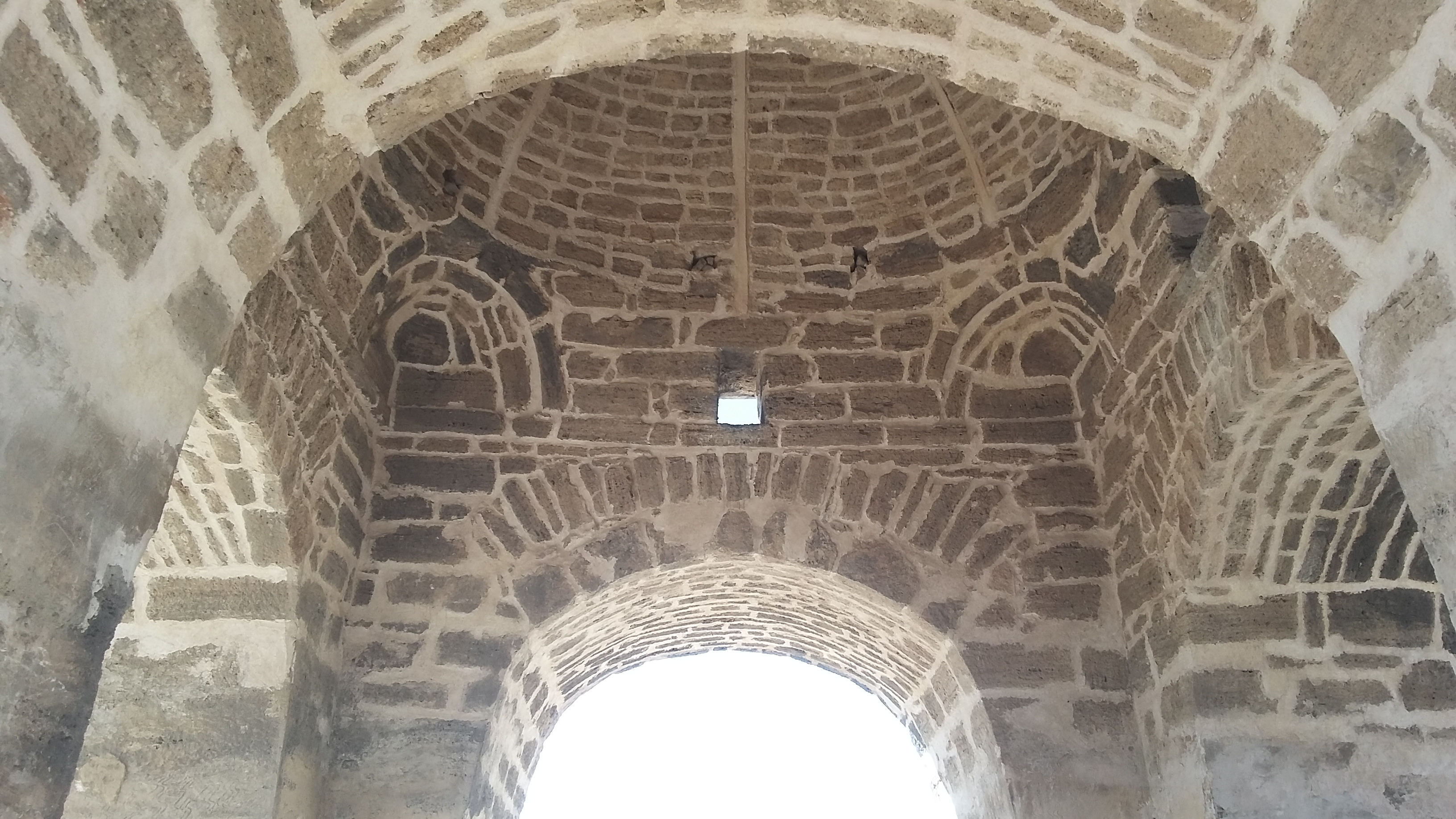
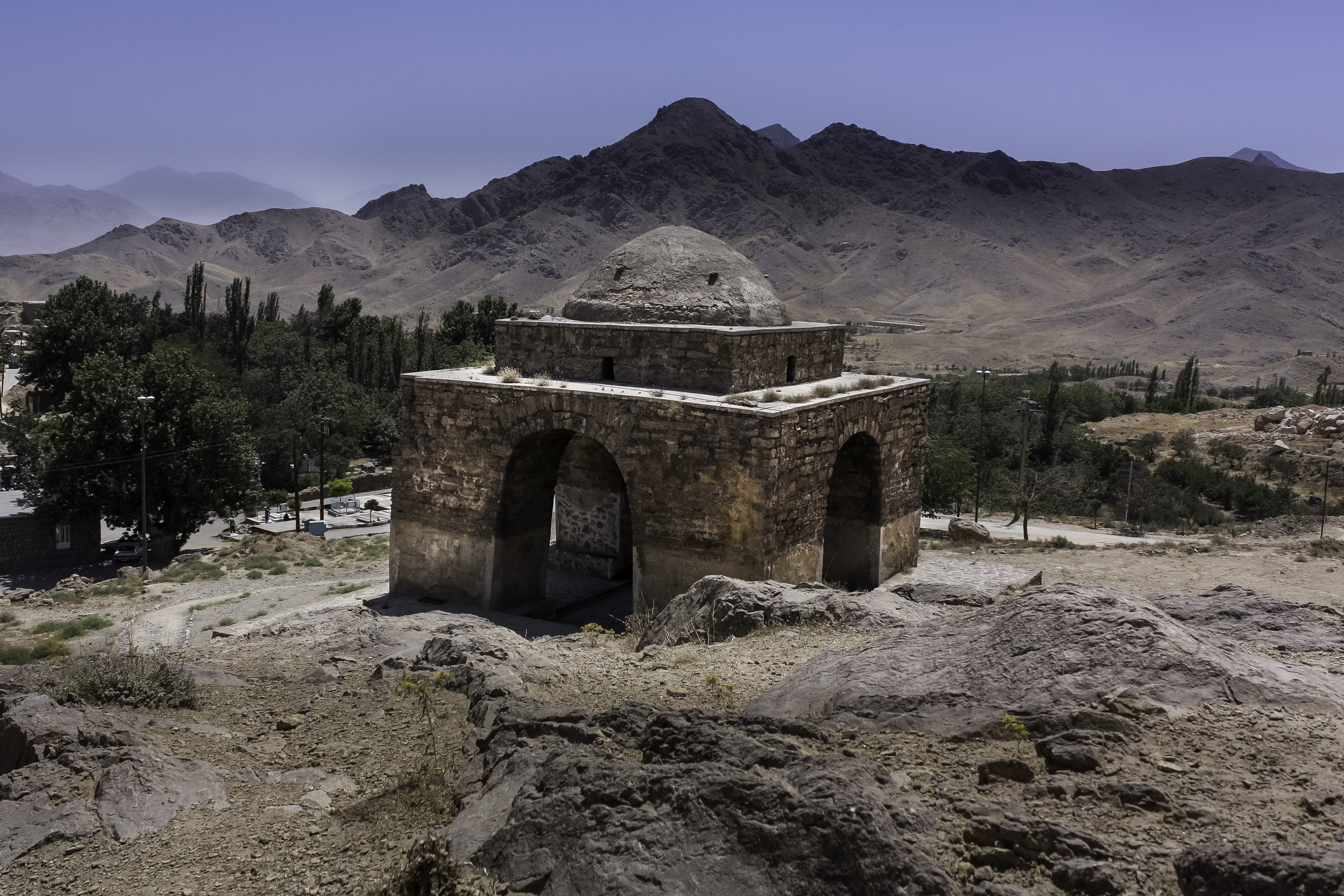
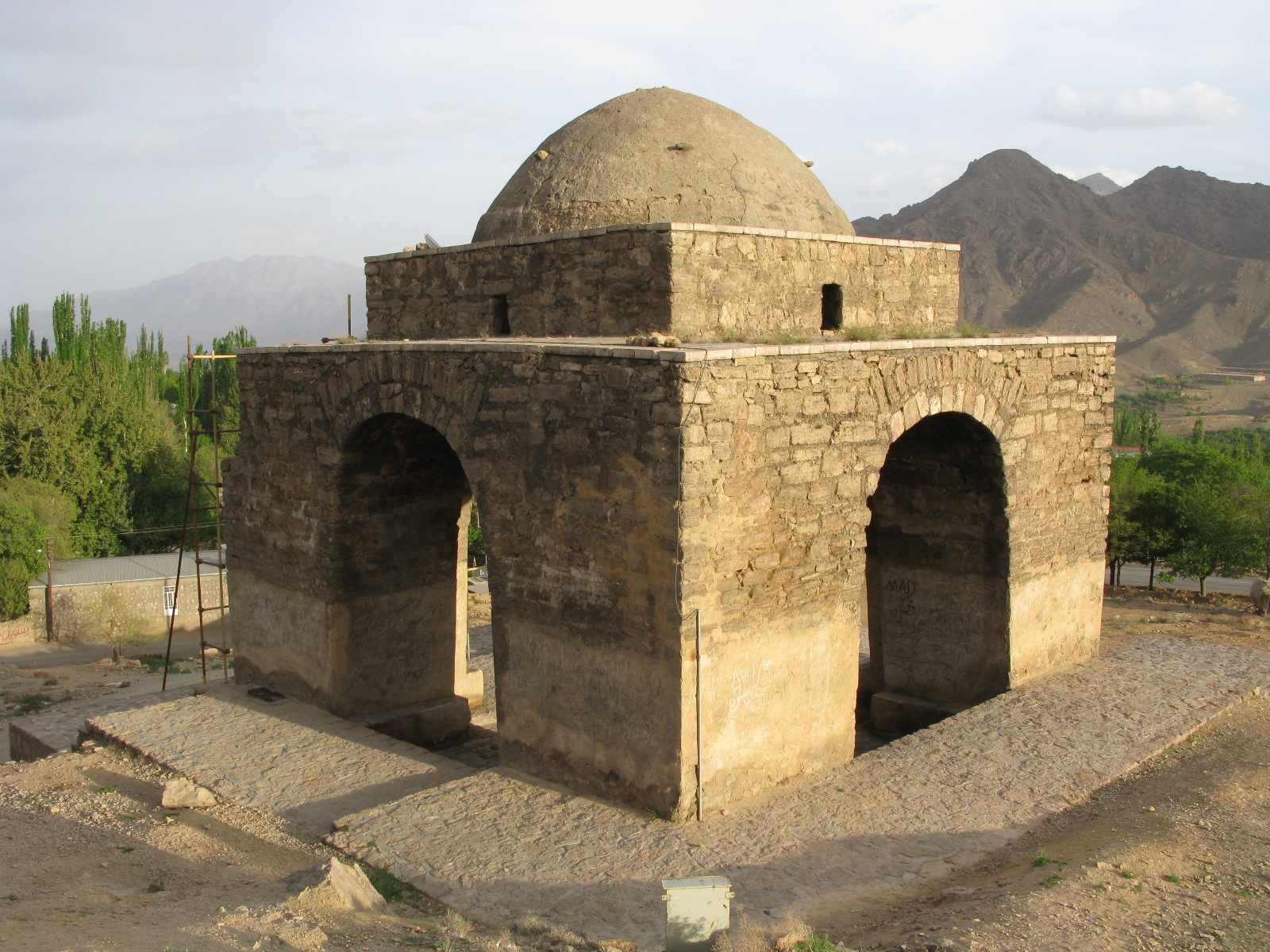
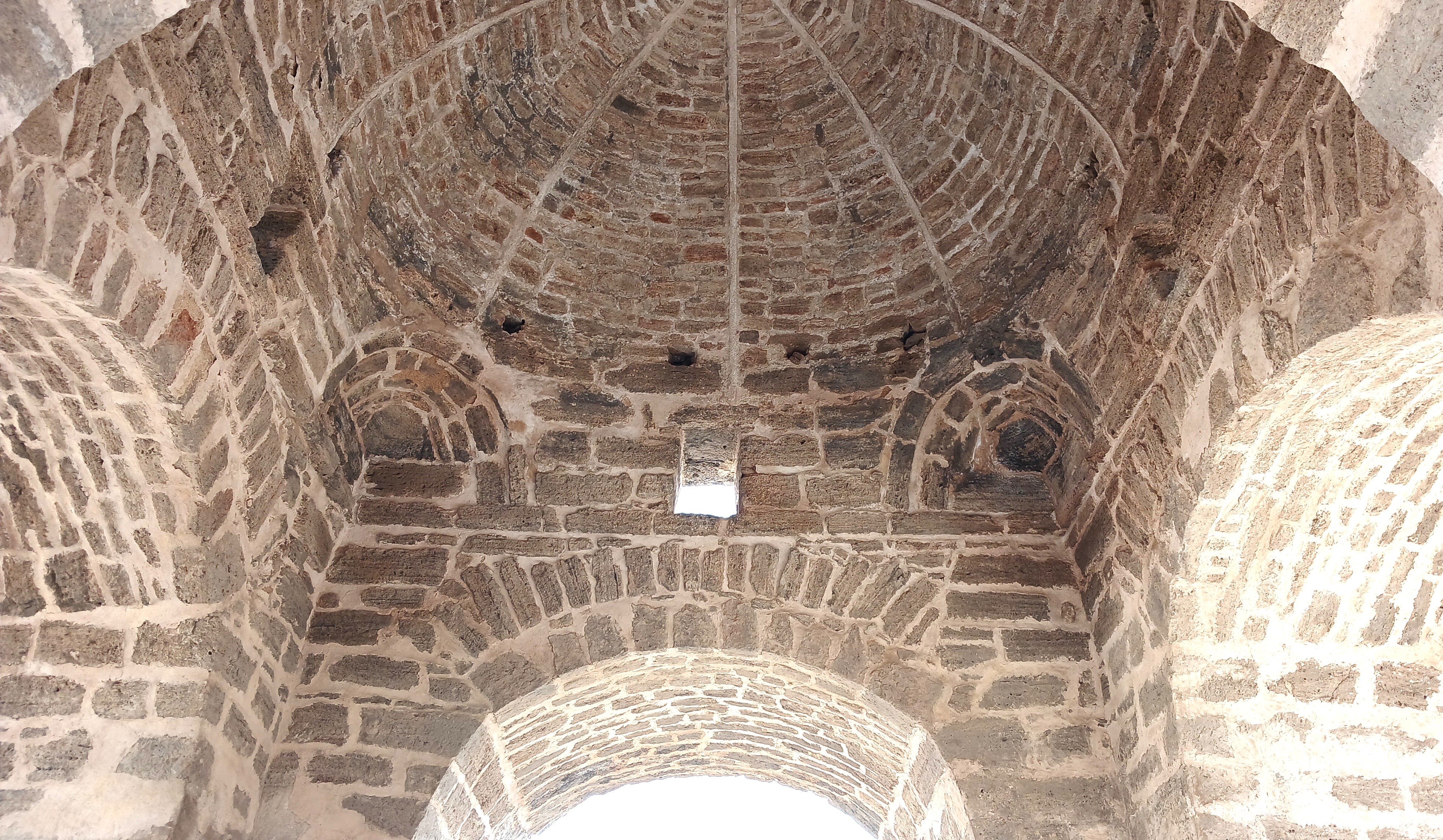
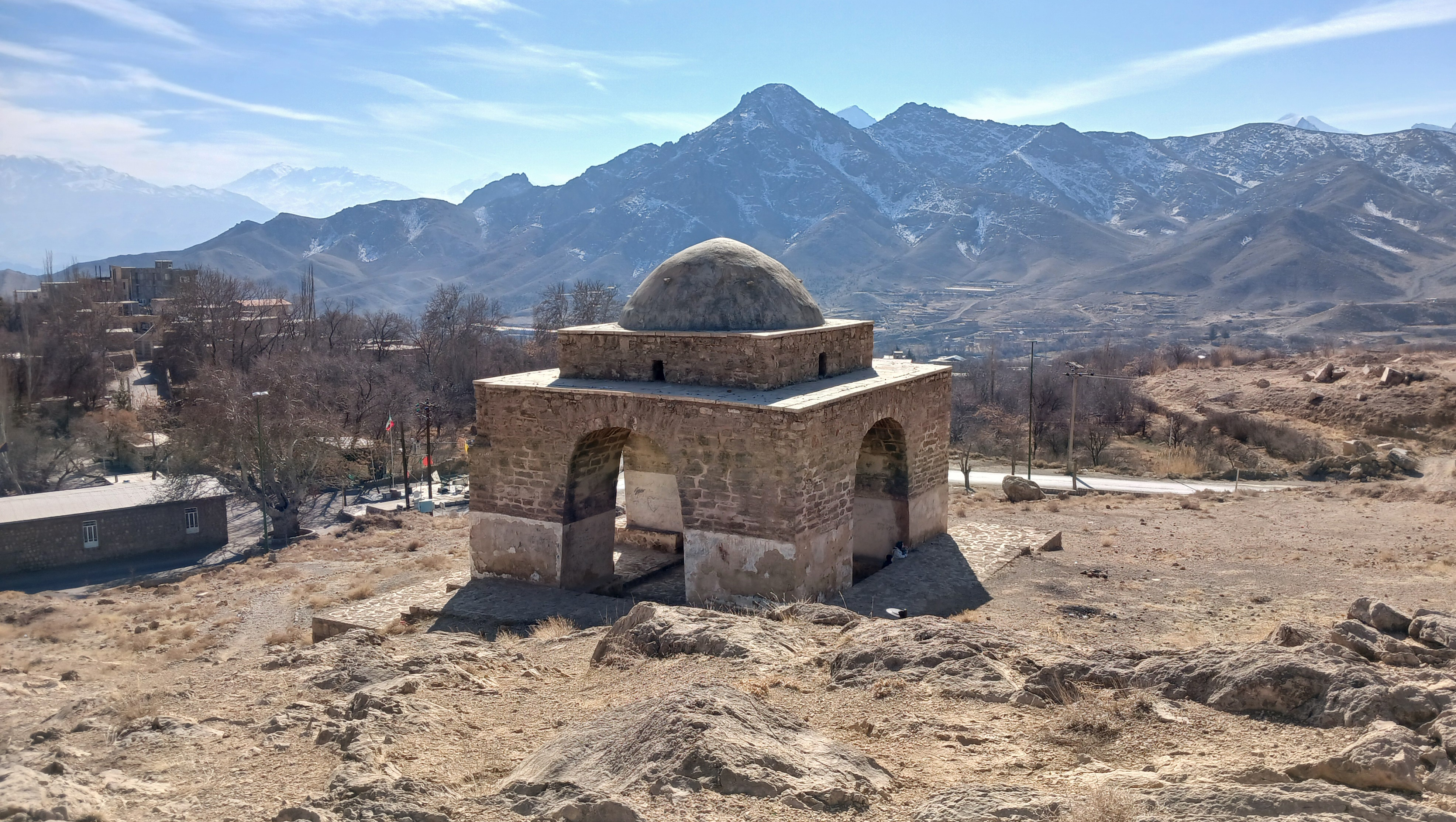